# Karim Aïnouz

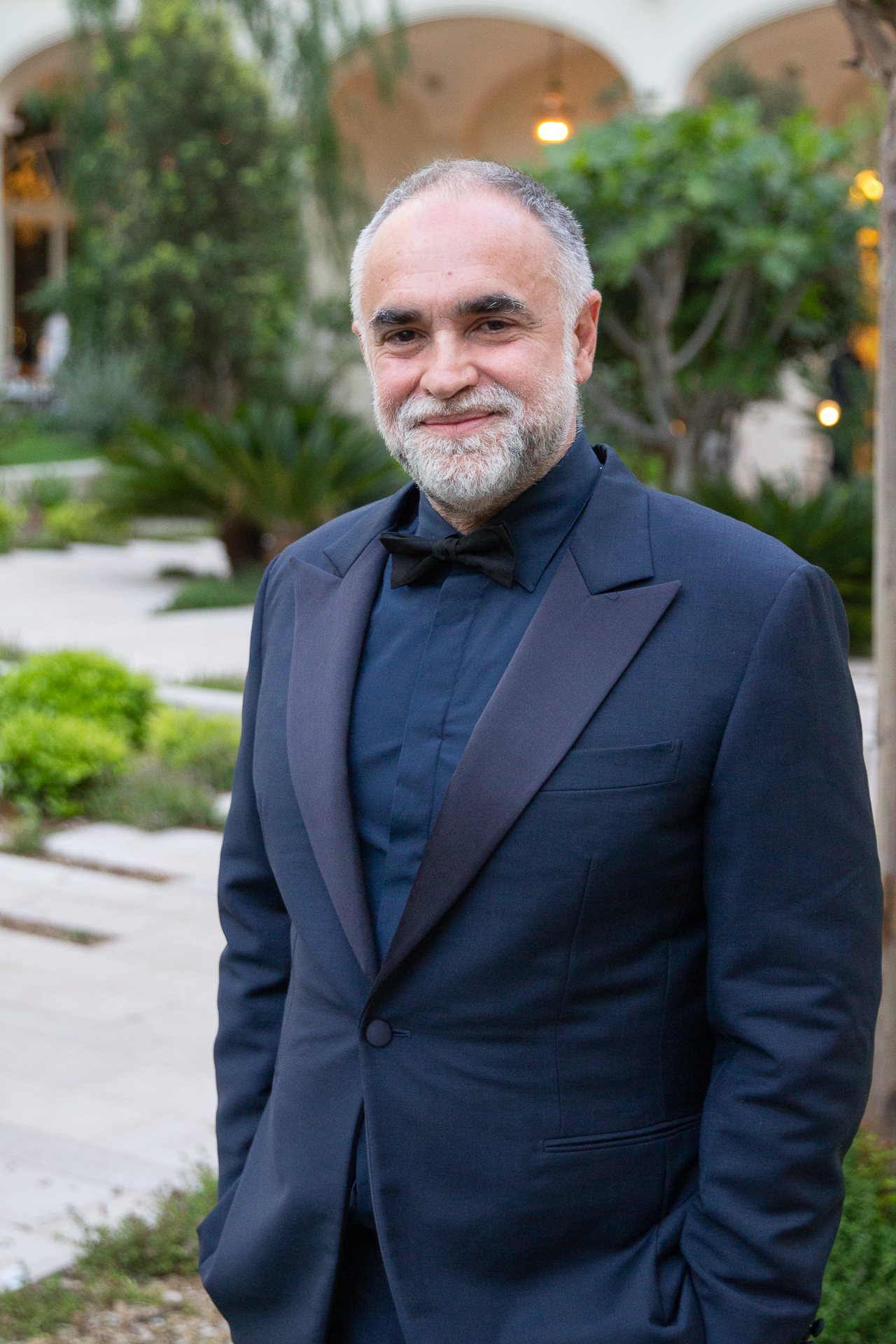
Karim Aïnouz (2024)

Karim Aïnouz (* 17. Januar 1966 in Fortaleza, Brasilien) ist ein brasilianisch-algerisch-französischer Filmregisseur, Drehbuchautor und bildender Künstler.

## Leben
Karim Aïnouz ist der Sohn der brasilianischen Molekularbiologin Iracema Lima Ainouz, die Professorin an der Universidade Federal do Ceará war, und eines kabylisch-algerischen Ingenieurs. Die beiden hatten sich beim Studium in den USA kennengelernt. Er wuchs bei der Mutter in Brasilien auf, mit 18 Jahren zog er nach Frankreich, wo sein Vater inzwischen lebte. Seine Halbschwester Kamir Aïnouz (* 1976) ist ebenfalls Drehbuchautorin und Regisseurin.
Er absolvierte ein Architekturstudium an der Universidade de Brasília und lebte und arbeitete dann 15 Jahre in New York City, wo er auch an der New York University Filmwissenschaft studierte.
Aïnouz’ Filmdebüt, Madame Satã, wurde bei den Internationalen Filmfestspielen von Cannes 2002 in der Reihe Un Certain Regard uraufgeführt. Seine folgenden Filme, Love for Sale und I Travel Because I Have To I Come Back Because I Love You (Co-Regie mit Marcelo Gomes), hatten jeweils 2006 und 2009 Premiere auf dem Filmfestival in Venedig, Orizzonti. Im Jahr 2008 führte Aïnouz Regie für Alice, eine 13-Folgen-Fiction-Serie für HBO Latinoamérica. Im Jahr 2011 wurde The Silver Cliff in der Quinzaine des Realisateurs in Cannes vorgestellt.
Seit ca. 2012 lebt Aïnouz in Berlin. Er nahm am Projekt Kathedralen der Kultur (2014), eine Doku-Reihe in 3D mit Wim Wenders als Executive Producer und Aïnouz als einer der Regisseure, teil. In Deutschland und Brasilien drehte er seinen Film Futuro Beach, der für den Hauptwettbewerb der Berlinale 2014 nominiert wurde.
Seine Kurzfilme und Installationen wurden auf zahlreichen Veranstaltungsorten wie in der Whitney Biennial des Whitney Museums of American Art, in der Biennale von São Paulo, in der Sharjah Biennale und bei Videobrasil gezeigt.
Im Jahr 2012 wurde er als Jurymitglied für die Sektionen Cinéfondation und Kurzfilm bei den Filmfestspielen in Cannes 2012 eingeladen. 2017 wurde er in die Academy of Motion Picture Arts and Sciences (AMPAS) aufgenommen, die alljährlich die Oscars vergibt. Im Jahr 2022 wurde er in die Wettbewerbsjury der 72. Internationalen Filmfestspiele Berlin berufen. Ein Jahr später erhielt Aïnouz für seinen ersten englischsprachigen Film Firebrand (2023) seine erste Einladung in den Wettbewerb von Cannes. 2024 folgte eine erneute Nominierung für die Goldene Palme für den in seiner Heimat Brasilien entstandenen Spielfilm Motel Destino.
Im Oktober 2024 wurde Aïnouz Mitglied der Deutschen Filmakademie.

## Filmografie
- 2001: Hinter der Sonne (Abril Despedaçado) (Drehbuch)
- 2012: LOL (Drehbuch)
- 2014: Kathedralen der Kultur (Dokumentarfilm: Regie, Segment Centre Pompidou)
- 2014: Futuro Beach (Praia do Futuro) (Regie und Drehbuch)
- 2018: Zentralflughafen THF (Dokumentarfilm: Regie)
- 2019: Die Sehnsucht der Schwestern Gusmão (A Vida Invisível De Eurídice Gusmão, Regie)
- 2020: Nardjes A. (Dokumentarfilm: Regie)[7]
- 2021: Mariner of the Mountains (O Marinheiro das Montanhas)
- 2023: Firebrand
- 2024: Motel Destino